# Municipio de Keene (Illinois)
El municipio de Keene (en inglés: Keene Township) es un municipio ubicado en el condado de Adams en el estado estadounidense de Illinois. En el año 2010 tenía una población de 604 habitantes y una densidad poblacional de 6,41 personas por km².

## Geografía
El municipio de Keene se encuentra ubicado en las coordenadas 40°8′42″N 91°12′12″O / 40.14500, -91.20333. Según la Oficina del Censo de los Estados Unidos, el municipio tiene una superficie total de 94,29 km², de la cual 93,93 km² corresponden a tierra firme y (0,38 %) 0,36 km² es agua.

## Demografía
Según el censo de 2010, había 604 personas residiendo en el municipio de Keene. La densidad de población era de 6,41 hab./km². De los 604 habitantes, el municipio de Keene estaba compuesto por el 99,34 % blancos y el 0,66 % eran de una mezcla de razas. Del total de la población el 0,66 % eran hispanos o latinos de cualquier raza.